# عمارة شمسية

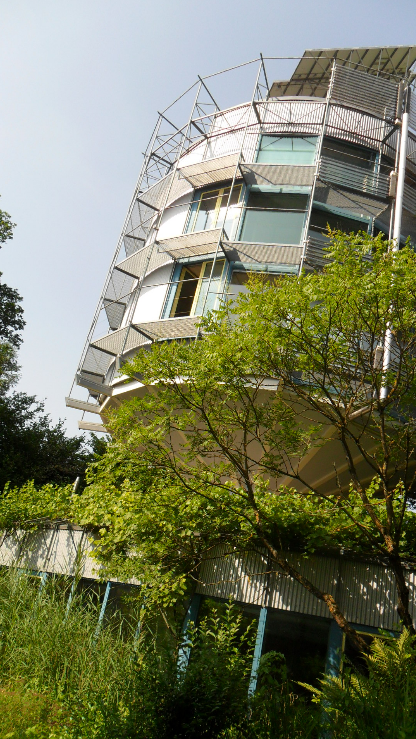

العمارة الشمسية هي منهج معماري يأخذ الشمس بعين الاعتبار لتوفير طاقة متجددة شمسية نظيفة. وهي متعلقة بمجال البصريات والديناميكا الحرارية والإلكترونيات وعلم المواد. وتشارك كل من المهارات النشطة والسلبية للطاقة الشمسية في العمارة الشمسية.
يوفر استعمال ألواح ضوئية ذات طبقة رقيقة مرنة دمجًا مع أشكال تسقيف من الفولاذ، ويحسن تصميم البناء. موجهًا البناء نحو الشمس، ومنتقيًا مواد بكتلة حرارية مناسبة أو خواص تشتيت للضوء، وتصميم مساحات تداور الهواء طبيعيًا تشكل أيضًا العمارة الشمسية.
كان التطوير الأولي للعمارة الشمسية محدودًا بسبب صلابة ووزن ألواح الطاقة الشمسية القياسية. ووفر التطوير المستمر للعمارة الشمسية الضوئية ذات الغشاء الرقيق واسطة نقل خفيفة الوزن لكنها قوية لاستخدام الطاقة الشمسية لتقليل تأثير المبنى على البيئة.

## التاريخ
ظهرت فكرة التصميم وفق معطيات الطاقة الشمسية لأول مرة في اليونان في حوالي القرن الخامس قبل الميلاد. وحتى ذلك الوقت، كان مصدر اليونانيين الرئيسي للوقود هو الفحم النباتي، ولكن بسبب نقص كبير في الخشب ليحرقوه فقد أُجبروا على إيجاد وسيلة جديدة لتدفئة منازلهم. وكانت الحاجة هي دافعهم، وقد أحدث اليونانيون ثورة في تصميمهم لمدنهم. وبدأوا باستخدام مواد البناء التي تمتص الطاقة الشمسية، الحجر غالبًا، وبدأوا بتوجيه البنايات باتجاه الجنوب. خلقت هذه الثورات مقرونةً بشرفات لإبعاد شمس الصيف الحارة هياكلًا تتطلب تبريدًا وتدفئة قليلين جدًا. كتب سقراط، «في البيوت التي تنظر باتجاه الجنوب، تخترق الشمس الرواق في الشتاء، بينما في الصيف يكون مسار الشمس فوق رؤوسنا مباشرة وفوق السقف حيث يكون هناك ظل». 
ومن هذه النقطة فصاعدًا، فقد وجهت أغلب الحضارات هياكلها نحو توفير الظل في الصيف والتدفئة في الشتاء. وقد حسَّن الرومان من تصميم اليونانيين عن طريق تغطية النوافذ المواجهة للجنوب بأنواع مختلفة من المواد الشفافة.
مثال أبسط آخر على العمارة الشمسية المبكرة هي مساكن الكهوف في المناطق الجنوب غربية من أمريكا الشمالية. مشابهًة للبنايات اليونانية والرومانية، إذ كانت الجروف الصخرية التي بنى فيها الناس الأصليون لهذه المنطقة بيوتهم موجهة نحو الجنوب مع شرفة تشكل ظلًا لهم من شمس منتصف النهار خلال أشهر الصيف وتلتقط أكبر قدر ممكن من الطاقة الشمسية خلال الشتاء.
تشمل العمارة الشمسية النشطة تحرك الحرارة أو\و البرودة بين وسيط تخزين الحرارة المؤقت والبناية. بينما يبدو هذا المبدأ مفيدًا نظريًا، فقد أعاقت مشاكل هندسية كبيرة كل العمارة الشمسية النشطة في الممارسة العملية تقريبًا. ومن أكثر أنواع العمارة الشمسية شيوعًا، تخزين قاع الصخر مع الهواء كوسيط ناقل للحرارة، وعادة ما ينمو العفن السام في قاع الصخر الذي نُفِخ في المنازل، جنبا إلى جنب مع الغبار والرادون في بعض الحالات.
أُدخل تجسيد عصري آخر أكثر تعقيدًا للعمارة الشمسية في عام 1954 مع اختراع الخلية الضوئية من قبل مختبرات بل. كانت الخلايا الأولى غير فعالة أبدًا ولذلك لم تستخدم بشكل واسع، ولكن حسَّنت الحكومة والبحوث الخاصة الفعالية خلال سنوات للدرجة التي أصبحت فيها مصدرًا صالحًا للطاقة.
كانت الجامعات من أوائل البنايات التي احتضنت فكرة الطاقة الشمسية. ففي عام 1973، بنت جامعة ديلاوير سولار وان، والذي كان من أوائل المنازل المعتمدة على الطاقة الشمسية في العالم.
ومع استمرار تقدم التقنيات الضوئية، يصبح تحقيق العمارة الشمسية أكثر سهولة. طور سوبهيندو غوها في عام 1998 طور ألواحًا ضوئية، وطورت شركة تسمى أوكسفورد للضوئيات حديثًا خلايا البروفسكيت الشمسية الرقيقة بما فيه الكفاية لدمجها بالنوافذ. على الرغم من أن النوافذ ليست بمقاسات يمكن الاستفادة منها على المستوى التجاري حتى الآن، فالشركة تعتقد أن المستقبل واعد. وقد صرحوا في بيان رسالة الشركة، «علاوة على ذلك، من خلال نشر الخلايا الشمسية في المناطق التي عانت فيها الطاقة الشمسية عادًة، كالواجهات الزجاجية للأبنية التجارية أو السكنية العالية الارتفاع. ففي كلتا الحالتين، السماح للطاقة الشمسية بالمساهمة بنسبة أعلى من الكهرباء أكثر من ما يسمح به في يومنا هذا، والمساعدة في وضع الخلايا الكهروضوئية كعامل مهم في سوق الطاقة العالمي».

## العناصر

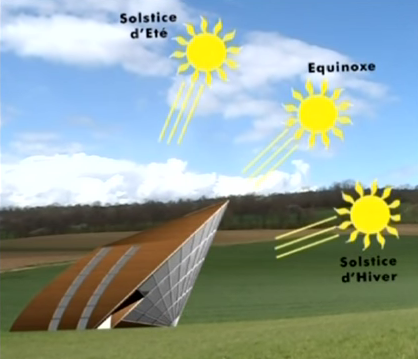
Heliodome

### الدفيئة الزراعية
تبقي الدفيئة الزراعية الحرارة من الشمس. تحدث ثلاثة تأثيرات في الدفيئة الزراعية ذات التزجيج المزدوج: لا يوجد حمل حراري (حجب الهواء)، حفظ الأشعة (الأرض تمتص الفوتون، تبعثه مع مستوى طاقة أشعة حمراء منخفض أكثر، ويعكس الزجاج هذه الأشعة الحمراء إلى الأرض)، وتوصيل قليل (مزدوج التجديد). ويبدو أن تأثير التوصيل  هو الأكثر أهمية، تصنع الدفيئة الزراعية عادًة في البلدان الفقيرة من البلاستيك.
يمكن استعمال الدفيئة الزراعية لزراعة النباتات في الشتاء، لزراعة النباتات الاستوائية، وكأرض للزواحف والحشرات، أو للراحة الجوية ببساطة. يجب أن تكون مُهَواة، ولكن ليس كثيرًا، وإلا فإن الحمل الحراري سوف يجعل الداخل أبرد، فاقدة التأثير المرغوب. ويمكن جمع الدفيئة الزراعية مع خزان حرارة أو ستار معتم.

### النموذج الضوئي الحراري
النماذج الضوئية الحرارية تحول الضوء الشمسي إلى حرارة. وهي تسخن الماء المنزلي إلى 80 درجة سليزية  (353 كلفن). وتوضع مواجهًة النقطة المشمسة الرئيسية، بدلا من توجيهها نحو الأفق لتجنب ارتفاع درجة الحرارة في الصيف، أو استهلاك سعرات حرارية أكثر في الشتاء. في موضع 45 درجة شمالًا، يجب أن يواجه النموذج الجنوب وتكون الزاوية للأفقي حوالي 70 درجة.
استعمال أنظمة تدفئة شمسية متوسطة مثل الأنابيب المفرغة، مكافئ مركب، حوض ذو قطع مكافئ، وتناقش لأنها تتوافق مع احتياجات محددة وسيطة. الزبون الذي يريد نظامًا رخيصًا سوف يُفَضل النظام الضوئي الحراري، ويعطي ماءًا ساخنًا بدرجة 50 سيليزية (353 كلفن) بكفاءة 70-85%. الزبون الذي يريد درجات حرارة عالية سوف يفضل القطع المكافئ التكعيبي، وتعطي 200 درجة سيليزية مع كفاءة 70-85%.
وحدات افعلها بنفسك الحرارية الضوئية أرخص وبإمكانها استعمال أنبوب لولبي، مع ماء ساخن يأتي من مركز الوحدة. ويوجد هندسات أخرى، الأفعوانية ورباعية الأضلاع.
في حالة السقف المسطح، يمكن وضع مرآة أمام الوحدة الحرارية الضوئية لإعطائها ضوء شمس أكثر.
أصبحت الوحدة الحرارية الضوئية مشهورة في بلدان البحر الأبيض المتوسط، مع 30-40% من منازل اليونان وإسبانيا مجهزة بهذا النظام، وأصبحت جزءًا من المنظر الطبيعي.

### الفوتوفلطية
تحول الوحدات الفوتوفلطية ضوء الشمس إلى كهرباء. ولدى وحدات السيليكون التقليدية  كفاءة تصل إلى 25% ولكنها صلبة ولا يمكن وضعها على الانحناءات بسهولة. الوحدات الشمسية ذات الغشاء الرقيق مرنة، ولكن لديها كفاءة وعمر أٌقل.
القرميد الفوتوفلطي يجمع المفيد بالممتع عن طريق توفير أسطح فوتوفولتية شبيهة بالقرميد.
قاعدة واقعية هي وضع السطح الفوتوفولتي مواجهًا النقطة المشمسة الرئيسية،  مع زاوية تساوي خط العرض إلى الأفقي. وعلى سبيل المثال، إذا كان المنزل بدرجة 33 جنوبًا، يجب على السطح الفوتوفولتي أن يواجه الشمال بدرجة 33 إلى الأفقي. ومن هذه القاعدة يأتي المقياس العام لزاوية السطح، وهو المعيار في العمارة الشمسية.

### التخزين الحراري
أبسط نظام تسخين مياه شمسي هو وضع خزان المياه الساخنة باتجاه الشمس وصبغه باللون الأسود.
ستحفظ أرضية سميكة من الصخور في الدفيئة الزراعية بعض الحرارة خلال الليل. وستمتص الصخرة الحرارة في النهار وتبعثها في الليل. فالماء لديه أفضل سعة حرارية للمواد الشائعة ويبقى كقيمة أكيدة.